# Alexandre (jeu vidéo)
Pour les articles homonymes, voir Alexander et Alexandre.
Alexandre (Alexander) est un jeu vidéo de stratégie en temps réel développé par GSC Game World et publié par Ubisoft en novembre 2004. Le jeu est basé sur le film du même nom, Alexandre, sorti la même année. Son système de jeu s'inspire principalement de celui de Cossacks: European Wars et Cossacks II: Napoleonic Wars mais inclut également des éléments de gameplay issu de la série Age of Empires.

## Accueil
| Alexander             |      |        |
| Média                 | Pays | Notes  |
| Canard PC             | FR   | 6/10   |
| Computer Gaming World | US   | 2/5    |
| Eurogamer             | US   | 4/10   |
| GameSpot              | US   | 52 %   |
| IGN                   | US   | 7/10   |
| Jeuxvideo.com         | FR   | 14/20  |
| Joystick              | FR   | 3/10   |
| Compilations de notes |      |        |
| GameRankings          | US   | 55.8 % |
| Metacritic            | US   | 56 %   |

À sa sortie, ses batailles gigantesques et réalistes sont bien reçues par les critiques. Ces dernières regrettent cependant son système de recherche de chemin défaillant, son intelligence artificielle limitée ainsi que la mauvaise prestation de ses doubleurs. En conséquence, le jeu se voit attribuer des notes très moyennes par les critiques et obtient des scores de 55,8 % et 56 % sur les sites GameRankings et Metacritic
,.